# Atlanticopristis
Atlanticopristis é um gênero extinto de Sclerorhynchoidei [en] que viveu durante o Cretáceo Superior (Cenomaniano) na região que hoje corresponde à região Nordeste do Brasil, entre 100,5 e 93,9 milhões de anos atrás. Contém uma única espécie, Atlanticopristis equatorialis, originalmente classificada no gênero próximo Onchopristis.
Semelhante aos peixes da família Pristidae modernos, possuía um focinho longo armado com escamas modificadas em forma de "dentes", mas os dentículos rostrais de Atlanticopristis apresentavam farpas em ambos os lados. Habitava estuários de água doce a salobra, próximos a grandes florestas de coníferas, e convivia com diversas espécies de peixes ósseos, peixes cartilaginosos, peixes do clado Sarcopterygii, além de alguns crocodilianos e vários dinossauros. Muitos dos táxons presentes na formação Alcântara [en] também são conhecidos no grupo Kem Kem [en] no Marrocos, da mesma idade, devido à antiga conexão entre América do Sul e África no supercontinente Gondwana.

## Descoberta e nomeação
Em 2007, quatorze dentículos rostrais descobertos no estado do Maranhão, no nordeste do Brasil, na formação Alcântara do grupo Itapecuru, na ilha do Cajual, foram inicialmente identificados como Onchopristis sp., com base na forma do pedúnculo, na presença de múltiplas farpas e nas estrias de esmalte dentário.
Em 2008, os paleontólogos portugueses Manuel Medeiros e Agostinha Pereira atribuíram os quatorze dentículos rostrais a um novo gênero e espécie, Atlanticopristis equatorialis, com base na ausência de uma forma intermediária entre Atlanticopristis e Onchopristis, além de diferenças morfológicas que o distinguem de outros membros de Sclerorhynchoidei. O nome genérico faz referência ao Oceano Atlântico, onde a maioria dos sedimentos da formação Alcântara foi depositada, e "pristis" é a palavra grega para "serra". O nome específico equatorialis foi escolhido devido à proximidade do local de descoberta com a linha do Equador.
Os fósseis foram coletados na exposição falésia do Sismito, mas, como os ossos de Sclerorhynchoidei são feitos de cartilagem, seus esqueletos não fossilizam facilmente, de modo que a maioria dos restos encontrados consiste em dentes do focinho. Os espécimes de Atlanticopristis estão atualmente armazenados no Centro de Pesquisa de História Natural e Arqueologia do Maranhão, em São Luís. O dente holótipo (CPHNAMA-VT 1174) foi designado como tal por ser o espécime mais completo e bem preservado. Além disso, vários espécimes foram designados como parátipos: CPHNAMA-VT 1086, um único dente e o maior espécime; CPHNAMA-VT 1085, dois dentes completos; CPHNAMA-VT 1088 e CPHNAMA-VT 1173, dois grupos de quatro dentes incompletos cada, todos sem a ponta da coroa; e CPHNAMA-VT 1173, dois espécimes parciais com a maior parte da coroa.

## Descrição

Comparação de dentículos com três outras espécies de Sclerorhynchoidei e o peixe Pristis pristis (Atlanticopristis em azul).

Os dentes no rostro (focinho) de Atlanticopristis possuem um número variável de farpas nas margens anterior e posterior. São também lateralmente comprimidos, com ambos os lados exibindo finas cristas de esmalte dentário que se estendem para fora a partir da base do dente, formando um formato de leque. Alguns dentes também apresentam sulcos que percorrem seu comprimento em ambos os lados. O pedúnculo (ou base) do dente é alargado e coberto por cristas irregulares, sendo a parte inferior tipicamente côncava, com formato sub-retangular ou elipsoidal.
Os espécimes variam em tamanho de 11,5 mm a 18,8 mm. O holótipo (CPHNAMA-VT 1174) tem 15 mm de comprimento, incluindo o pedúnculo, que mede 6,3 mm de largura e 3 mm de comprimento, com uma espessura de 3 mm. O número de farpas em todos os espécimes varia de duas a quatro na margem anterior e de quatro a cinco na posterior, com alguns espécimes, como o CPHNAMA-VT 1085, apresentando protuberâncias vestigiais que podem ser consideradas farpas adicionais.

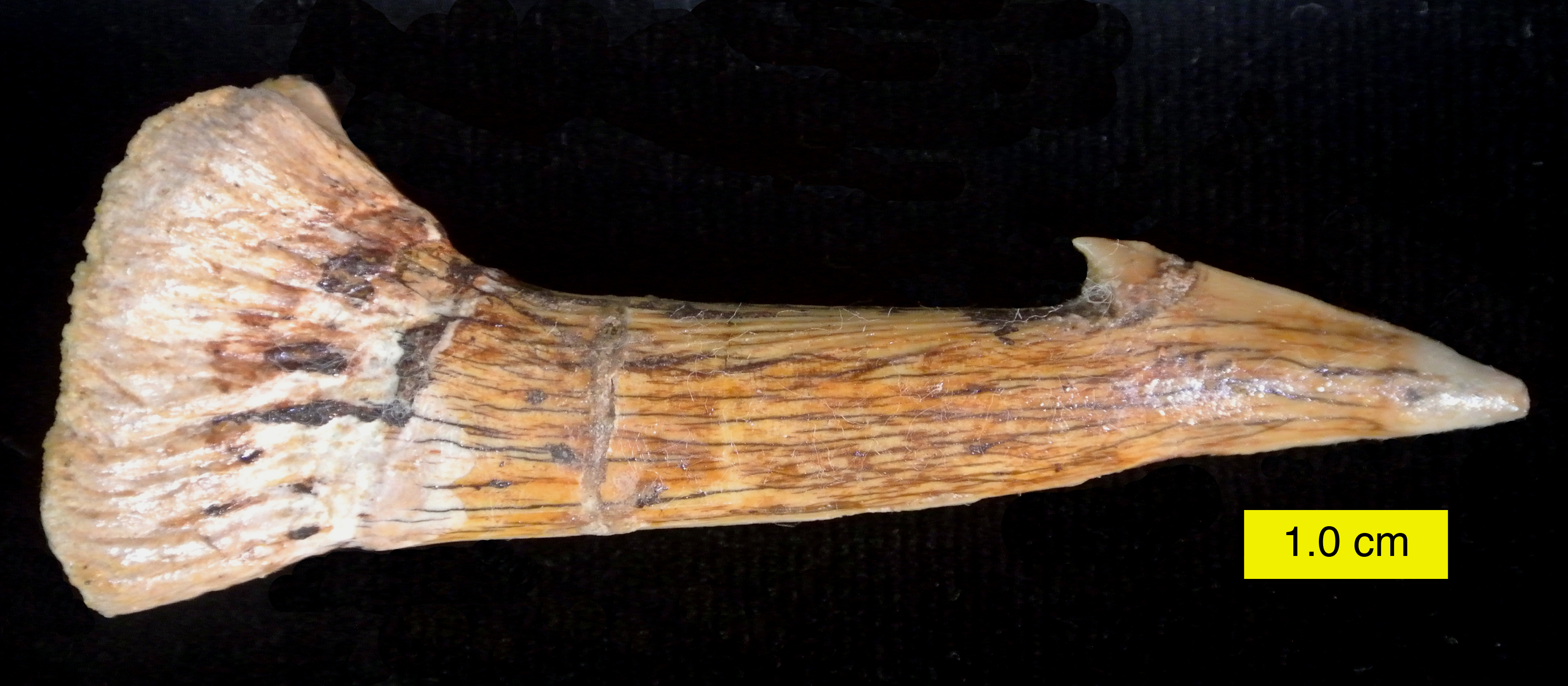
Dente de Onchopristis numida, exibindo as mesmas estrias de esmalte dentário encontradas em Atlanticopristis.

Peixes da família Pristidae e tubarões da ordem Pristiophoriformes desenvolveram focinhos longos armados com fileiras de dentes em ambos os lados, embora essas estruturas não sejam dentes verdadeiros, mas dentículos dérmicos altamente modificados. Essa adaptação pode estar relacionada aos seus hábitos alimentares, como peneirar areia/lama em busca de comida ou golpear presas. Da mesma forma, esses dentículos eram fixados ao rostro de Sclerorhynchoidei como Atlanticopristis por meio de ligamentos, em contraste com os peixes da família Pristidae modernos, que têm seus dentes fixados por alvéolos dentários. As cristas longitudinais de esmaltoide visíveis nos dentes dos membros de Sclerorhynchoidei auxiliavam na fixação desses ligamentos.

## Classificação

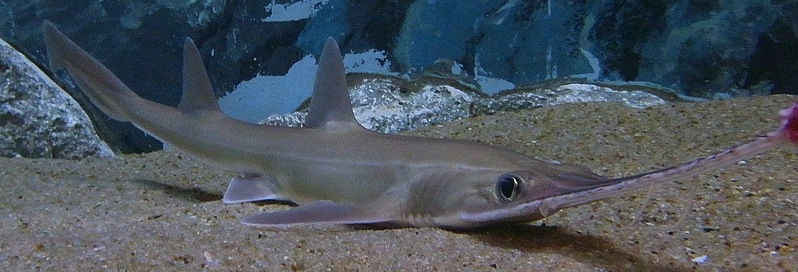
Tubarões da ordem Pristiophoriformes, como Pristiophorus japonicus, têm dentição semelhante aos Sclerorhynchoidei do Mesozoico, mas não são parentes próximos.

Atlanticopristis pertence aos Sclerorhynchoidei, uma subordem extinta de arraias Rajiformes do período Cretáceo que possuíam rostros longos com grandes dentículos semelhantes aos dos peixes da família Pristidae e dos tubarões da ordem Pristiophoriformes. Essa característica evoluiu por convergência evolutiva, recentemente proposta como "pristificação", e seus parentes vivos mais próximos são, na verdade, os rajídeos. Embora Pereira e Medeiros (2008) tenham classificado Atlanticopristis na família Sclerorhynchidae e considerado muito próximo de Onchopristis, análises filogenéticas recentes sugerem que Onchopristis pertence à sua própria família monotípica, Onchopristidae, e que Atlanticopristis não pertence aos Sclerorhynchoidei.
O número de farpas nos dentículos de Atlanticopristis assemelha-se mais ao de Onchopristis dunklei do que ao de Onchopristis numida, já que O. numida geralmente tem no máximo uma farpa, enquanto O. dunklei sempre apresenta mais de uma. Borodinopristis também possui dentes com múltiplas farpas, mas é muito distinto em todos os outros aspectos para sugerir uma relação próxima. A formação de múltiplas farpas em ambos os lados dos dentes é uma característica também observada no tubarão australiano extinto Ikamauius [en]. Em geral, os Sclerorhynchoidei desenvolveram uma dentição mais próxima à dos tubarões da ordem Pristiophoriformes do que dos peixes da família Pristidae modernos, mas são mais próximos dos rajídeos. Essa semelhança é considerada um caso de convergência evolutiva, onde organismos não relacionados desenvolvem traços análogos.
Atlanticopristis e Onchopristis apresentam semelhanças com uma espécie boliviana de Sclerorhynchoidei, Pucapristis [en] branisi, como as estrias de esmalte dentário e a formação de uma farpa na margem posterior, mas seus pedúnculos diferem significativamente. Em 1987, o paleoictiólogo francês Henri Cappetta [en] distinguiu dois grupos dentro dos Sclerorhynchoidei, separando Onchopristis de Pucapristis.

## Paleoecologia

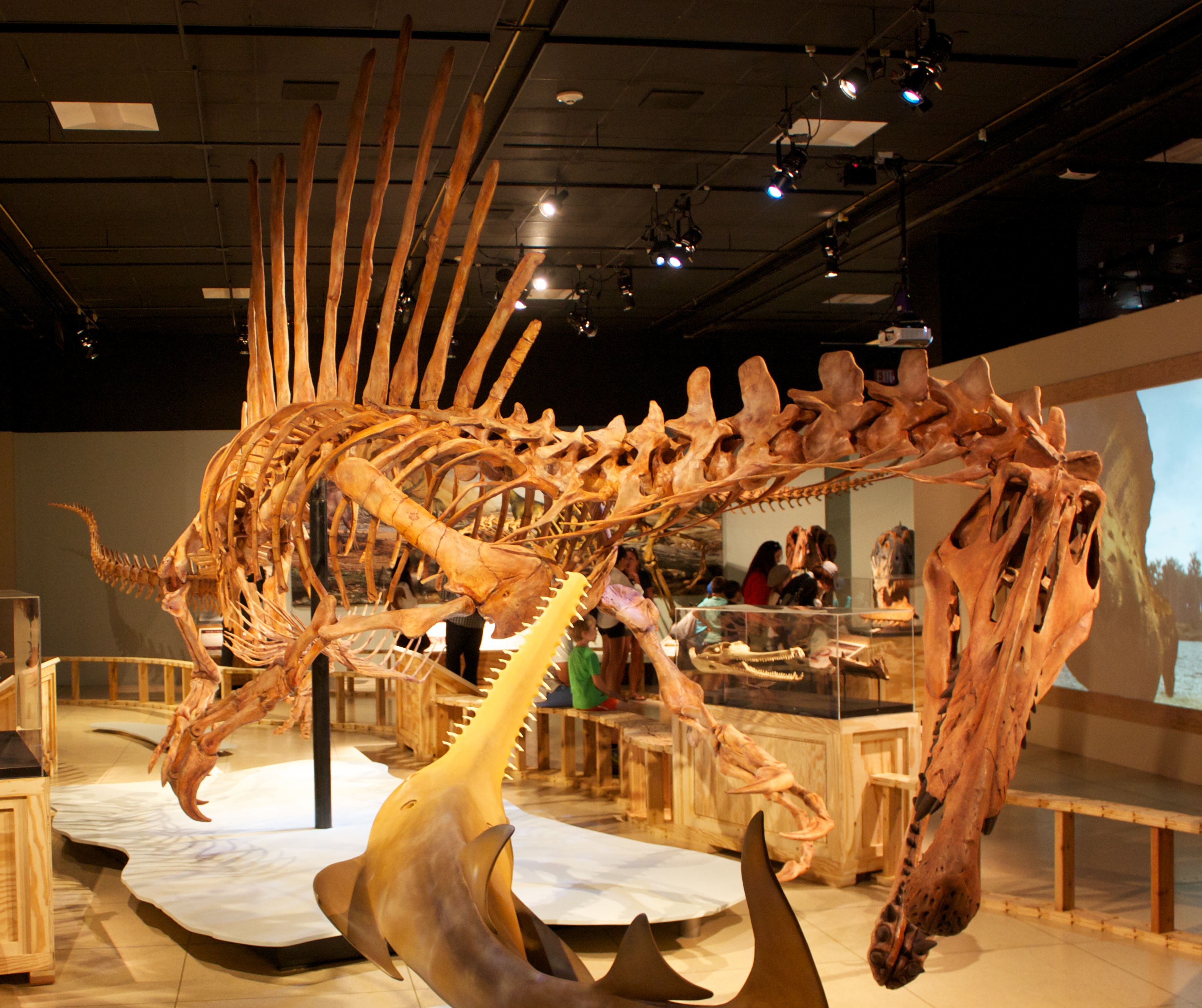
Como Onchopristis (modelo na imagem), Atlanticopristis coexistiu com dinossauros da família Spinosauridae.

Atlanticopristis é originário da formação Alcântara, datada do Cenomaniano, estágio do Cretáceo Superior, entre 100,5 e 93,9 milhões de anos atrás. A formação, composta por sedimentos cretáceos, aflora na costa da baía de São Marcos e documenta a separação da América do Sul e da África, apresentando uma grande quantidade e variedade de vertebrados continentais e marinhos. Os fósseis da formação Alcântara são altamente diversificados e abundantes, mas frequentemente fragmentários. Os descrevedores de Atlanticopristis sugeriram que o táxon provavelmente habitava regiões marinhas rasas do sul do Oceano Atlântico e entrava periodicamente em águas estuarinas. A área que hoje é a localidade Laje do Coringa teria sido composta por estuários de rios e lagunas, ao lado de grandes florestas de coníferas, cavalinhas e samambaias.
Atlanticopristis compartilhava seu habitat com peixes de água doce, marinhos e estuarinos, como Onchopristis cf. O. numida, Mawsonia gigas, Myliobatis [en] sp. e numerosas espécies de peixes ósseos, actinopterígeos, dipnoicos e invertebrados marinhos, que eram predominantes na região, como indicado pelos diversos gêneros de moluscos descobertos nos depósitos. Seus restos também foram encontrados em associação com os de animais terrestres, como crocodilianos e dinossauros, incluindo o espinossaurídeo Oxalaia quilombensis e outros terópodes indeterminados, além do mesoeucrocodiliano Coringasuchus anisodontis [en].
A situação paleoecológica no Brasil do Cenomaniano é muito semelhante à do norte da África no mesmo período, particularmente no grupo Kem Kem e na formação Bahariya [en], onde muitos dos mesmos biomas podem ser encontrados em ambas as regiões. Pesquisadores sugeriram que, após a separação do Gondwana, um supercontinente que incluía África e América do Sul, os táxons em cada massa terrestre continuaram a evoluir separadamente, contribuindo para pequenas diferenças anatômicas entre os táxons transoceânicos.